# ملعب مدينة لنكران
ملعب مدينة لنكران هو ملعب متعدد الاستخدام يقع في مدينة لنكران الأذربيجانية . غالبا ما يتم استخدامه لمباريات كرة القدم . يسع الملعب لجلوس 15 ألف متفرج . يعتبر الملعب الرسمي الذي يخوض فيه منتخب أذربيجان مبارياته الدولية . تم افتتاح الملعب في 11 أغسطس 2006 .